# Maria (upprorsledare)
Maria, död 9 november 1716 på Curaçao, var en nederländsk slav, ledare för ett slavuppror på Curacao i Nederländska Antillerna 1716.
Maria arbetade som kock på plantagen St. Maria, som ägdes av holländska kompaniet, och skötte även de människor från Afrika som väntade på att säljas på auktion. Den 15 september 1716 gjorde plantagens slavar uppror och mördade föreståndaren Christian Muller samt ett antal av plantagens vita anställda med familjer. Upproret slogs snart ned av trupper från Willemstad. En av slavarna, Tromp, som hade ett förhållande med Maria, uppgav under tortyr att upproret planlagts av Maria som ville hämnas på Muller eftersom denne varit ansvarig för döden av hennes tidigare make. Nio slavar dömdes till döden för upproret, bland dem Maria som enda kvinna. Hon avrättades genom bränning på bål. 